# Saint-Laurent-d'Oingt
Saint-Laurent-d'Oingt is een plaats en was een gemeente in het Franse departement Rhône in de regio Auvergne-Rhône-Alpes. Saint-Laurent-d'Oingt telt 726 inwoners (1999). De plaats maakt deel uit van het arrondissement Villefranche-sur-Saône.

## Geschiedenis
Op 1 januari 2017 ging de gemeente samen met de andere gemeenten Le Bois-d'Oingt en Oingt op in de commune nouvelle Val d'Oingt.

## Geografie
De oppervlakte van Saint-Laurent-d'Oingt bedraagt 9,1 km², de bevolkingsdichtheid is 79,8 inwoners per km².
De onderstaande kaart toont de ligging van Saint-Laurent-d'Oingt met de belangrijkste infrastructuur en aangrenzende gemeenten.

## Demografie
Onderstaande figuur toont het verloop van het inwonertal (bron: INSEE-tellingen).